# Pararhachistes elevatus
Pararhachistes elevatus är en mångfotingart som beskrevs av Pocock 1909. Pararhachistes elevatus ingår i släktet Pararhachistes och familjen Rhachodesmidae. Inga underarter finns listade i Catalogue of Life.